# Grenztarifpunkt
| \| \| km \| \| \| \| \| \| Bahnstrecke aus Richtung Innsbruck \| \| \| \| 32,5 \| Scharnitz (letzter österreichischer Bahnhof vor der Grenze) \| Scharnitz (letzter österreichischer Bahnhof vor der Grenze) \| \| \| \| auf diesen 0,7 km gilt der ÖBB-Tarif \| \| \| \| 33,2123,5 \| Mittenwald (Gr) \| Mittenwald (Gr) \| \| \| \| auf diesen 5,0 km gilt der Deutsche-Bahn-Tarif \| \| \| \| 118,5 \| Mittenwald (erster deutscher Bahnhof nach der Grenze) \| Mittenwald (erster deutscher Bahnhof nach der Grenze) \| \| \| \| Bahnstrecke in Richtung München \| \| |           |                                                             |                                                             |
| | km        |                                                             |                                                             |
| Strecke |           | Bahnstrecke aus Richtung Innsbruck                          | Bahnstrecke aus Richtung Innsbruck                          |
| Bahnhof | 32,5      | Scharnitz (letzter österreichischer Bahnhof vor der Grenze) | Scharnitz (letzter österreichischer Bahnhof vor der Grenze) |
| Strecke |           | auf diesen 0,7 km gilt der ÖBB-Tarif                        | auf diesen 0,7 km gilt der ÖBB-Tarif                        |
| Grenze | 33,2123,5 | Mittenwald (Gr)                                             | Mittenwald (Gr)                                             |
| Strecke |           | auf diesen 5,0 km gilt der Deutsche-Bahn-Tarif              | auf diesen 5,0 km gilt der Deutsche-Bahn-Tarif              |
| Bahnhof | 118,5     | Mittenwald (erster deutscher Bahnhof nach der Grenze)       | Mittenwald (erster deutscher Bahnhof nach der Grenze)       |
| Strecke |           | Bahnstrecke in Richtung München                             | Bahnstrecke in Richtung München                             |

Der Grenztarifpunkt ist im internationalen Eisenbahnverkehr eine Abrechnungsgrenze zwischen zwei benachbarten Staatsbahnen. Bis zu einem solchen Grenztarifpunkt gilt der Beförderungstarif der einen Bahngesellschaft, ab dort gilt der Tarif der Nachbarbahn. Man unterscheidet dabei zwischen
- Virtuellen Grenztarifpunkten auf freier Strecke, die auf der jeweiligen Staatsgrenze liegen und daher eine genaue Abrechnung der Betriebskosten ermöglichen. Der Name eines virtuellen Grenztarifpunkts, zum Beispiel Mittenwald (Gr), setzt sich zusammen aus dem Namen eines der beiden Nachbarbahnhöfe (unabhängig davon, welcher am nächsten liegt) und einer der Abkürzungen Gr für Grenze, fr für frontière (frz. Grenze) oder MS für Mitte See.[1]

- Realen Grenztarifpunkten, die deckungsgleich mit einem existierenden Bahnhof oder Haltepunkt sind. Hierbei rechnet eine der beiden beteiligten Bahngesellschaften auch auf einem kurzen Streckenstück im Ausland nach dem eigenen Tarif ab. Die Modalitäten der grenzüberschreitenden Anwendung eines nationalen Eisenbahntarifs müssen durch einen binationalen Staatsvertrag geregelt sein. Reale Grenztarifpunkte sind seltener als virtuelle.

## Abgrenzungen
Eine besondere Mischform zwischen diesen beiden Typen ist der Bahnhof Bayerisch Eisenstein, der auch ein Grenztarifpunkt ist. Dort verläuft die Staatsgrenze zwischen Deutschland und Tschechien mitten durch das Bahnhofsgebäude. Im Gegensatz dazu ist der Haltepunkt Ahlbeck Grenze (an der Usedomer Bäderbahn gelegen) kein Grenztarifpunkt, sondern nur eine Station, die nach der in unmittelbarer Nachbarschaft verlaufenden Staatsgrenze zu Polen so benannt wurde.

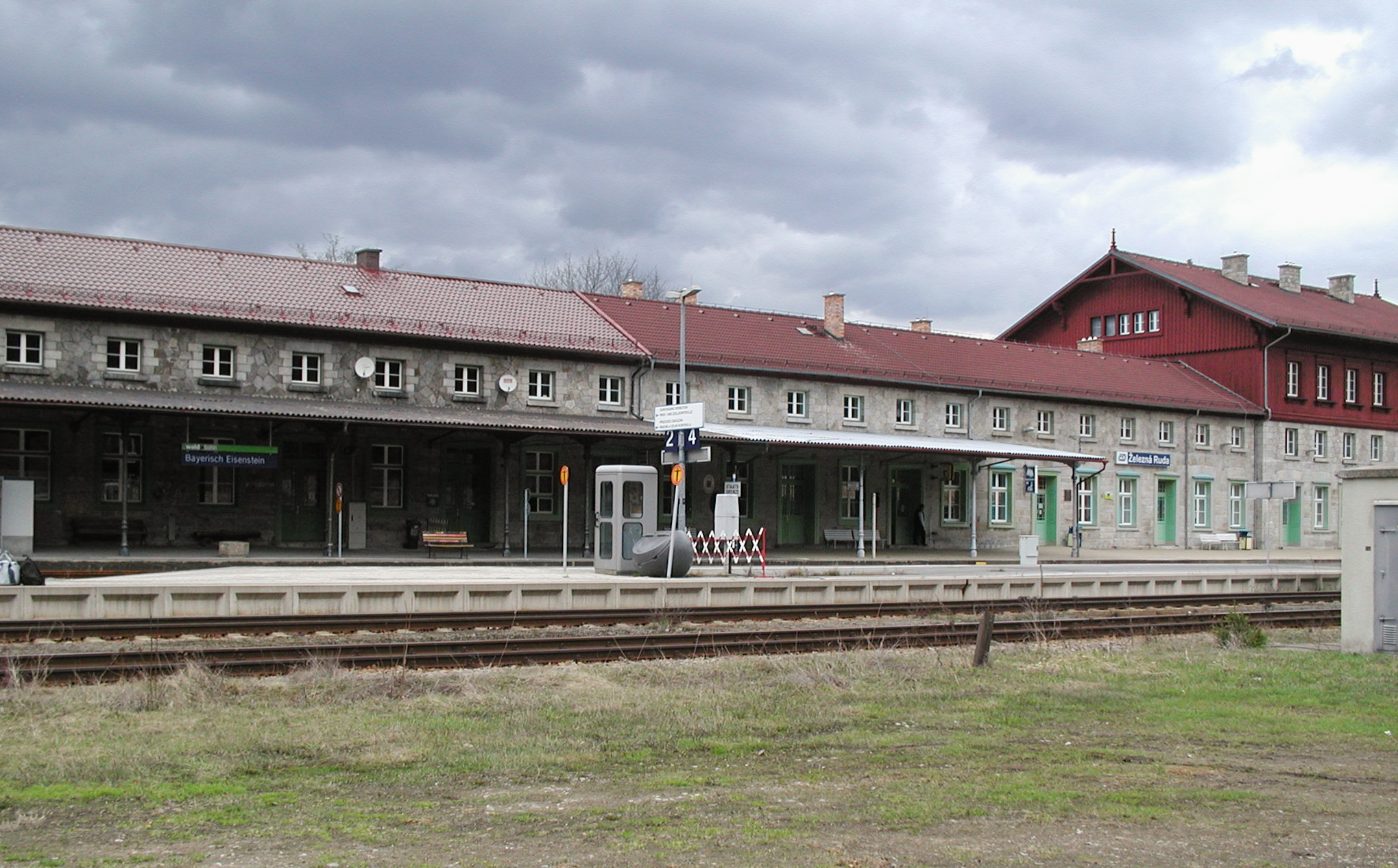
Bayerisch Eisenstein: Bahnhofsgebäude mit Staatsgrenze durch das Bahnhofsgebäude.
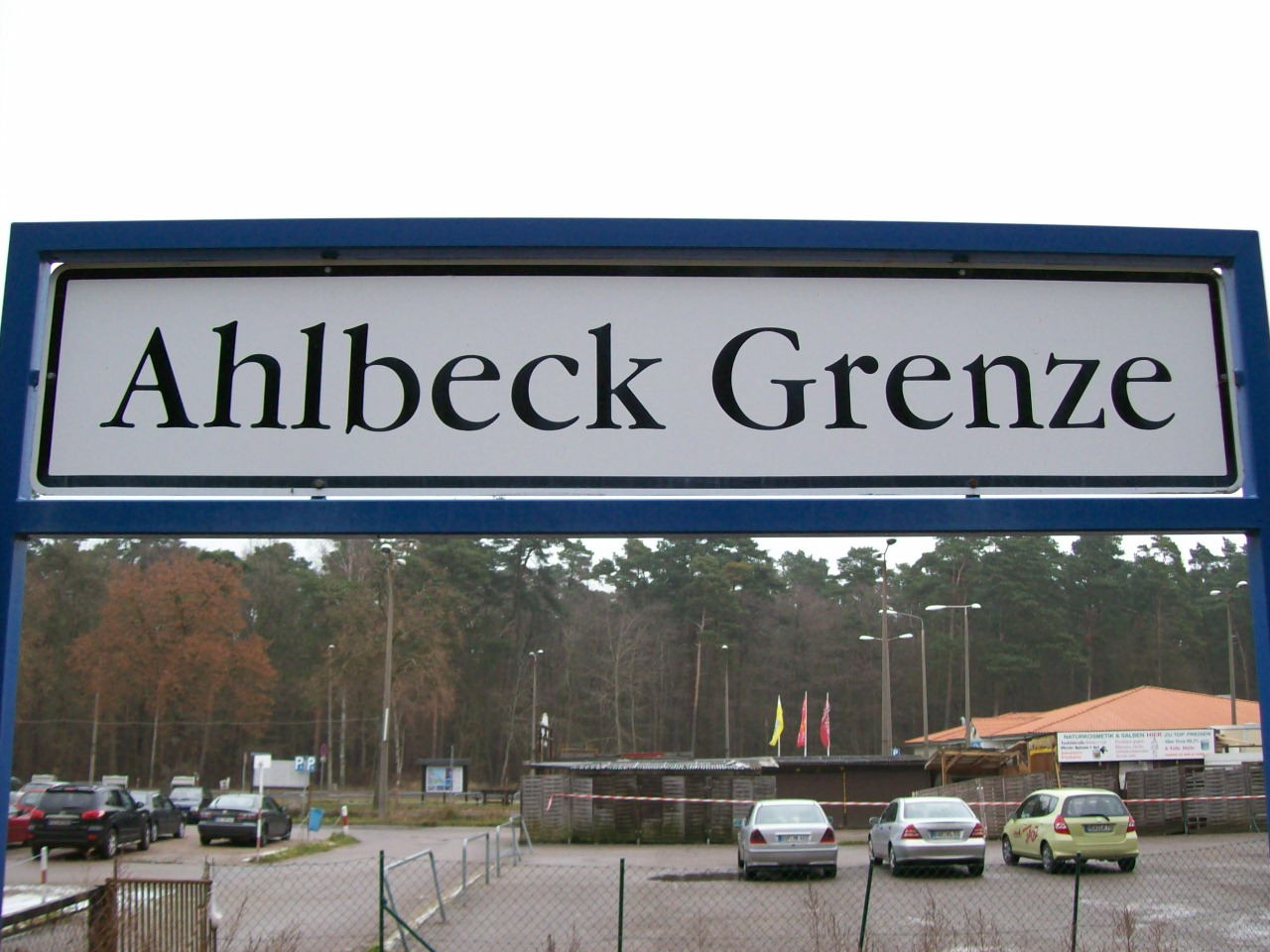
Stationsschild des Haltepunktes Ahlbeck Grenze

## Deutsche Grenztarifpunkte (im Uhrzeigersinn)
| Grenztarifpunkt           | Grenzbahnhof         | Bahnverwaltungen/Bemerkung | Eisenbahnstrecke                                                   |
| ------------------------- | -------------------- | --- | ------------------------------------------------------------------ |
| Grambow(Gr)               |                      | Grambow (DB)/Szczecin Gumience (PKP) | Bützow–Szczecin                                                    |
| Tantow(Gr)                |                      | Tantow (DB)/Szczecin Gumience (PKP) | Berlin–Szczecin                                                    |
| Kostrzyn(Gr)              |                      | Küstrin-Kietz (DB)/Kostrzyn (PKP) | Berlin–Küstrin-Kietz Grenze Küstrin-Kietz Grenze–Tczew             |
| Frankfurt(Oder)(Gr)       |                      | Frankfurt Oderbrücke (DB)/Słubice (PKP) | Frankfurt (Oder)–Poznań                                            |
| Gubin(Gr)                 |                      | Guben (DB)/Gubinek (PKP) | Berlin–Wrocław                                                     |
| Forst(Gr)                 |                      | Forst(Lausitz) (DB)/Zasieki (PKP) | Cottbus–Forst (Lausitz) Grenze Forst (Lausitz) Grenze–Łódź Kaliska |
| Horka(Gr)                 |                      | Horka Gbf (DB)/Weglinec (PKP) | Roßlau–Węgliniec                                                   |
| Zgorzelec(Gr)             |                      | Görlitz (DB)/Zgorzelec (PKP) | Görlitz–Węgliniec                                                  |
| Zittau(Gr)                |                      | Zittau (DB)/Varnsdorf (ČD) und Zittau (DB)/Hradek nad Nisou (ČD) Im Verkehr Varnsdorf–Hradek nad Nisou gilt ČD Binnentarif.                                                                                                   | Zittau–Liberec                                                     |
| Rumburk(Gr)               |                      | Ebersbach (DB)/Rumburk (ČD) derzeit kein Verkehr | Ebersbach–Bakov nad Jizerou                                        |
| Sebnitz (Gr)              |                      | Sebnitz (DB)/Dolni Poustevna (ČD) | Sebnitz–Rumburk                                                    |
| Schöna(Gr)                |                      | Schöna (DB)/Dolni Zleb (ČD) | Dresden-Neustadt–Děčín                                             |
| Vejprty(Gr)               |                      | Bärenstein(Annaberg) (DB)/Vejprty (ČD) | Annaberg-Buchholz–Vejprty                                          |
| Potucky(Gr)               |                      | Johanngeorgenstadt (DB)/Potucky (ČD) | Johanngeorgenstadt–Karlovy Vary                                    |
| Kraslice(Gr)              |                      | Klingenthal (DB)/Kraslice-Pod vlekem (Viamont) | Zwotental–Klingenthal Klingenthal–Sokolov                          |
| Vojtanov(Gr)              |                      | Bad Brambach (DB)/Plesna (ČD) | Plauen–Cheb                                                        |
| Selb-Plößberg(Gr)         |                      | Selb-Plößberg (DB)/Aš (ČD) | Oberkotzau–Cheb                                                    |
| Cheb(Gr)                  |                      | Schirnding (DB)/Pomezi nad Ohri (ČD) | Nürnberg–Cheb                                                      |
| Furth i Wald(Gr)          |                      | Furth i Wald (DB)/Česka Kubice (ČD) | Furth im Wald–Plzeň                                                |
|                           | Bayerisch Eisenstein | DB/ČD | Plattling–Bayerisch Eisenstein Železná Ruda–Plzeň                  |
|                           | Passau Hbf           | DB/ÖBB | Passau–Wels                                                        |
|                           | Simbach(Inn)         | DB/ÖBB | München–Simbach Grenze Simbach Grenze–Neumarkt-Kallham             |
|                           | Salzburg Hbf         | DB/ÖBB | Rosenheim–Salzburg                                                 |
|                           | Kufstein             | DB/ÖBB | Rosenheim–Kufstein Grenze Kufstein Grenze–Innsbruck                |
| Mittenwald(Gr)            |                      | Mittenwald (DB)/Scharnitz (ÖBB) | Garmisch-Partenkirchen–Innsbruck                                   |
|                           |                      | Außerfernbahn (DB/ÖBB/DB): „Ehrwald(Gr)“ und „Vils(Gr)“ aufgehoben. Es gilt DB-Tarif. Im Außerfern (Ehrwald Zugspitzbahn–Schönbichl) sowie zwischen Außerfern und Tirol über „Mittenwald(Gr)“ gilt der Verkehrsverbund Tirol. | Garmisch-Partenkirchen–Kempten                                     |
|                           | Lindau-Reutin        | DB/ÖBB | Lindau–Bludenz                                                     |
| Friedrichshafen(MS)       |                      | Friedrichshafen Hafen (BSB)/Romanshorn (SBB) der Übergang DB/BSB erfolgt in FN-Hafen | Fährlinie Friedrichshafen–Romanshorn                               |
|                           | Konstanz             | DB/SBB | Basel Bad Bf–Konstanz Grenze                                       |
|                           | Schaffhausen         | DB/SBB nur im Übergang zwischen Hochrheinbahn und Rheinfallbahn bzw. Seelinie | Basel Bad Bf–Konstanz Grenze                                       |
|                           | Waldshut             | DB/SBB | Waldshut–Turgi                                                     |
|                           | Basel Bad Bf         | DB/SBB | Basel Bad Bf–Basel SBB                                             |
| Neuenburg(Baden)(Gr)      |                      | DB/SNCF | Müllheim–Mulhouse                                                  |
| Kehl(Gr)                  |                      | Kehl (DB)/Krimmeri-Meinau (SNCF) | Appenweier–Strasbourg                                              |
| Lauterbourg(fr)           |                      | Berg(Pfalz) (DB)/Lauterbourg (SNCF) | Wörth–Strasbourg                                                   |
| Wissembourg(fr)           |                      | Schweighofen (DB)/Wissembourg (SNCF) DB-Fahrscheine nach „Wissembourg(fr)“ werden bis zum Bahnhof Wissembourg anerkannt. | Neustadt (Weinstraße)–Wissembourg                                  |
| Hanweiler(Gr)             |                      | Hanweiler (DB)/Sarreguemines (SNCF) | Saarbrücken–Sarreguemines                                          |
| Forbach(fr)               |                      | Saarbrücken Hbf (DB)/Forbach (SNCF) | Saarbrücken–Rémilly                                                |
| Hemmersdorf (Saar) Grenze |                      | Niedaltdorf (DB)/Guerstling (SNCF) | Dillingen–Bouzonville                                              |
| Apach(fr)                 |                      | Perl (DB)/Apach(Moselle) (SNCF) | Trier–Thionville                                                   |
| Igel(Gr)                  |                      | Igel (DB)/Wasserbillig (CFL) | Ehrang–Igel Grenze Igel Grenze–Luxembourg                          |
| Aachen Süd(Gr)            |                      | Aachen Hbf (DB)/Hergenrath (NMBS/SNCB) | Aachen–Liège                                                       |
| Herzogenrath(Gr)          |                      | Herzogenrath (DB)/Eygelshoven Markt (NS) | Herzogenrath–Sittard                                               |
| Dalheim(Gr)               |                      | Dalheim (DB)/Vlodrop (NS) außer Betrieb | Rheydt–Antwerpen                                                   |
| Venlo(Gr)                 |                      | Kaldenkirchen (DB)/Venlo (NS) | Viersen–Venlo                                                      |
| Emmerich(Gr)              |                      | Emmerich (DB)/Zevenaar (NS) | Oberhausen–Arnhem                                                  |
| Gronau(Westf)(Gr)         |                      | Gronau(Westf) (DB)/Glanerbrug (NS) | Münster–Enschede                                                   |
| Bad Bentheim(Gr)          |                      | Bad Bentheim (DB)/Oldenzaal (NS) | Salzbergen–Almelo                                                  |
| Laarwald(Gr)              |                      | Laarwald (BE)/Coevorden (NS) nur Güterverkehr | Gronau–Coevorden                                                   |
| Weener(Gr)                |                      | Weener (DB)/Nieuweschans (NS) | Ihrhove–Groningen                                                  |
| Tønder(Gr)                |                      | Süderlügum (DB)/Tønder st (DSB) | Niebüll–Tønder                                                     |
| Flensburg(Gr)             |                      | Flensburg (DB)/Padborg st (DSB) | Flensburg–Fredericia                                               |
| Puttgarden(MS)            |                      | Puttgarden (DB)/Rødby (DSB) | Fährlinie Puttgarden–Rødby                                         |

## Österreichische Grenztarifpunkte (gegen den Uhrzeigersinn)
| Grenztarifpunkt                                                                       | reale Grenzbahnhöfe                                   | Eisenbahnstrecke                     |
| ------------------------------------------------------------------------------------- | ----------------------------------------------------- | ------------------------------------ |
| Jesenice (Gr)                                                                         | Rosenbach/Jesenice                                    | Rosentalbahn                         |
| Bleiburg (Gr)                                                                         | Bleiburg/Prevalje                                     | Drautalbahn                          |
| Spielfeld (Gr)                                                                        | Spielfeld-Straß/Šentilj                               | Steirische Südbahn                   |
| Szentgotthárd (Gr)                                                                    | Mogersdorf/Szentgotthárd                              | Steirische Ostbahn                   |
| Deutschkreutz (Gr)                                                                    | Deutschkreutz/Sopron                                  | Burgenlandbahn                       |
| Loipersbach (Gr)                                                                      | Loipersbach-Schattendorf/Sopron                       | Mattersburger Bahn                   |
| Baumgarten (Gr) (ROeEE-GySEV)                                                         | Baumgarten/Sopron                                     | Raaberbahn                           |
| Pamhagen (Gr) (ROeEE-GySEV)                                                           | Pamhagen/Fertőújlak                                   | Neusiedler Seebahn                   |
| Hegyeshalom (Gr)                                                                      | Nickelsdorf/Hegyeshalom                               | Ostbahn                              |
| Kittsee (Gr)                                                                          | Kittsee/Bratislava-Petržalka                          | Ostbahn                              |
| Marchegg (Gr)                                                                         | Marchegg/Devínska Nová Ves                            | Marchegger Ostbahn                   |
| Břeclav (Gr)                                                                          | Bernhardsthal/Břeclav                                 | Nordbahn                             |
| Retz (Gr)                                                                             | Unterretzbach/Šatov                                   | Nordwestbahn                         |
| Gmünd (Gr)                                                                            | Gmünd/České Velenice                                  | Franz-Josefs-Bahn                    |
| Summerau (Gr)                                                                         | Summerau/Horní Dvořiště                               | Summerauer Bahn                      |
| Passau Hbf                                                                            | Wernstein/Passau                                      | Bahnstrecke Wels–Passau              |
| Simbach (Inn)                                                                         | Braunau am Inn/Simbach am Inn                         | Innviertelbahn                       |
| Salzburg Hbf 1                                                                        | Salzburg Hbf (FV)/Salzburg Liefering (NV)/Freilassing | Bahnstrecke Rosenheim–Salzburg       |
| Kufstein                                                                              | Kufstein/Kiefersfelden                                | Bahnstrecke Rosenheim–Kufstein       |
| Mittenwald (Gr)                                                                       | Scharnitz/Mittenwald                                  | Mittenwaldbahn                       |
| Außerfernbahn: Grenztarifpunkte aufgehoben, es gilt DB-Inlandstarif bzw. Verbundtarif |                                                       |                                      |
| Lindau-Reutin                                                                         | Lochau-Hörbranz/Lindau                                | Bahnstrecke Lindau–Bludenz           |
| St. Margrethen                                                                        | Lustenau Markt/St. Margrethen                         | Bahnstrecke St. Margrethen–Lauterach |
| 2 Buchs SG                                                                            | (Tisis/)Schaan-Vaduz/Buchs SG                         | Bahnstrecke Feldkirch–Buchs          |
| Brennero/Brenner                                                                      | Gries/Brennero/Brenner                                | Brennerbahn                          |
| San Candido/Innichen (Gr)                                                             | Weitlanbrunn/San Candido/Innichen                     | Drautalbahn                          |
| Tarvisio Boscoverde                                                                   | Arnoldstein/Tarvisio Boscoverde                       | Rudolfsbahn                          |

Siehe auch: Österreichische Grenzübergänge in die Nachbarstaaten

## Schweizer Grenztarifpunkte (im Uhrzeigersinn)
| Grenztarifpunkt     | Grenzbahnhof             | Bahnverwaltungen/Bemerkung | Fahrplanfeld (Schweiz) |
| ------------------- | ------------------------ | --- | ---------------------- |
|                     |                          | Tram von Basel (Kleinhüningen) nach Weil am Rhein (Eröffnung 2014) gänzlich im Zonentarif der Tarifverbünde Nordwestschweiz und RVL | BVB Linie 8            |
|                     | Basel Bad Bf 3           | SBB/DB | 501                    |
|                     | Waldshut                 | SBB/DB | 701                    |
|                     |                          | Strecke Bülach-Schaffhausen über Jestetten/Lottstetten rein innerschweizerisch                                                      | 760                    |
|                     | Schaffhausen             | SBB/DB nur im Übergang zwischen Rheinfallbahn / Bahnstrecke Eglisau–Neuhausen / Seelinie und Hochrheinbahn                          | 763                    |
|                     |                          | Bahnstrecke Etzwilen–Singen Museumsbahn                                                                                             |                        |
|                     | Konstanz                 | SBB/DB | 820                    |
| Friedrichshafen(MS) |                          | Romanshorn (SBB)/Friedrichshafen Hafen (BSB) der Übergang BSB/DB erfolgt in FN-Hafen                                                | 3810                   |
|                     | St. Margrethen           | SBB/ÖBB | ÖBB: 401               |
|                     | Buchs SG                 | SBB/ÖBB | ÖBB: 401               |
|                     | Tirano 4                 | RhB/FS | 950                    |
|                     | Chiasso                  | SBB/FS | 600                    |
| Pino transito       |                          | Ranzo-S. Abbondio (SBB)/Pino-Tronzano (FS)                                                                                          | 633                    |
| Camedo transito     |                          | Camedo (FART)/Ribellasca (SSIF) | 620                    |
| Iselle transito     |                          | Brig (SBB)/Iselle di Trasquera (FS)                                                                                                 | 145                    |
|                     | Le Chatelard-Frontiere   | TMR/SNCF | 132                    |
|                     |                          | St. Gingolph Strecke außer Betrieb, wird nur noch auf CH-Seite betrieben                                                            | 130                    |
|                     | Genève Eaux Vives        | SBB/SNCF | SNCF:517               |
|                     | Genève                   | SBB/SNCF | 151                    |
|                     | La Plaine Frontiere (CH) | Strecke nach Bellegarde (F) |                        |
| Vallorbe(fr)        |                          | Vallorbe (SBB)/Frasne (SNCF) | 200                    |
| Les Verrières(fr)   |                          | Les Verrières (SBB)/Pontarlier (SNCF)                                                                                               | 221                    |
| Le Locle(fr)        |                          | Le Locle-Col-des-Roches (SBB)/Morteau (SNCF)                                                                                        | 223                    |
| Delle(fr)           |                          | Boncourt (SBB)/Delle (SNCF) | 240                    |
|                     |                          | Tram zwischen Flüh (CH) über Leymen (F) nach Rodersdorf (CH) gänzlich im Tarifverbund Nordwestschweiz                               | 505 (BLT-Linie 10)     |
| Basel SBB           |                          | Basel St Johann (SBB)/St-Louis(Haut Rhin) (SNCF)                                                                                    | SNCF: 190              |

## Polnische Grenztarifpunkte
| virtuelle Grenztarifpunkte | reale Grenzbahnhöfe              | Strecke/Bemerkungen       |
| -------------------------- | -------------------------------- | ------------------------- |
| Braniewo Gr                | Braniewo – Braunsberg            | Russland                  |
| Chałupki Gr                | Chałupki – Annaberg              | Tschechien                |
| Cieszyn Gr                 | Cieszyn – Teschen                | Tschechien                |
| Czeremcha Gr               | Czeremcha                        | Belarus                   |
| Dorohusk Gr                | Dorohusk                         | Ukraine                   |
| Grambow Gr                 | Szczecin Gumieńce – Scheune      | Deutschland               |
| Hrebenne Gr                | Hrebenne                         | Ukraine                   |
| Kostrzyn Gr                | Kostrzyn – Küstrin               | Deutschland               |
| Krościenko Gr              | Krościenko                       | Ukraine                   |
| Kunowice Gr                | Słubice                          | Deutschland               |
| Kuźnica Białostocka Gr     | Kuźnica Białostocka              | Belarus                   |
| Łupków Gr                  | Łupków                           | Slowakei                  |
| Medyka Gr                  | Medyka                           | Ukraine                   |
| Mieroszów Gr               | Mieroszów – Friedland            | Tschechien                |
| Międzylesie Gr             | Międzylesie – Mittelwalde        | Tschechien                |
| Muszyna Gr                 | Muszyna                          | Slowakei                  |
| Tantow Gr                  | Szczecin Gumieńce – Scheune      | Deutschland               |
| Terespol Gr                | Terespol                         | Belarus, Terespol – Brest |
| Mockawa Gr                 | Trakiszki – Trakischki           | Litauen                   |
| Zasieki Gr                 | Zasieki – Berge                  | Deutschland               |
| Zebrzydowice Gr            | Zebrzydowice – Niederseibersdorf | Tschechien                |
| Zgorzelec Gr               | Zgorzelec – Görlitz              | Deutschland               |
| Zwardoń Gr                 | Zwardoń                          | Slowakei                  |

## Niederländische Grenztarifpunkte
| Grenztarifpunkt   | Grenzbahnhof | Bahnverwaltungen/Bemerkung               | Kursbuchstrecke (NS) |
| ----------------- | ------------ | ---------------------------------------- | -------------------- |
| Weener(Gr)        |              | Nieuweschans (NS)/Weener (DB)            | 85                   |
| Bad Bentheim(Gr)  |              | Oldenzaal (NS)/Bad Bentheim (DB)         | 73                   |
| Gronau(Westf)(Gr) |              | Glanerbrug (NS)/Gronau(Westf) (DB)       | DB: 407 DB: 412      |
| Emmerich(Gr)      |              | Zevenaar (NS)/Emmerich (DB)              | 33                   |
| Venlo(Gr)         |              | Venlo (NS)/Kaldenkirchen (DB)            | DB: 485              |
| Herzogenrath(Gr)  |              | Eygelshoven Markt (NS)/Herzogenrath (DB) | 25                   |
| Visé(fr)          |              | Eijsden (NS)/Visé (NMBS/SNCB)            | 25                   |
| Hazeldonk(Gr)     |              |                                          |                      |
| Roosendaal(Gr)    |              | Roosendaal (NS)/Essen(B) (NMBS/SNCB)     | 11 HSL Zuid          |

## Belgische Grenztarifpunkte
| Grenztarifpunkt | Grenzbahnhof | Bahnverwaltungen/Bemerkung                                                            | Kursbuchstrecke (NMBS/SNCB) |
| --------------- | ------------ | ------------------------------------------------------------------------------------- | --------------------------- |
| Roosendaal(Gr)  |              | Essen(B) (NMBS/SNCB)/Roosendaal (NS)                                                  | 12 HSL 4                    |
| Visé(fr)        |              | Visé (NMBS/SNCB)/Eijsden (NS)                                                         | 40                          |
| Aachen Süd(Gr)  |              | Hergenrath (NMBS/SNCB)/Aachen Hbf (DB)                                                | 37                          |
| Gouvy(fr)       |              | Gouvy (NMBS/SNCB)/Troisvierges (CFL)                                                  | 43                          |
| Sterpenich(fr)  |              | Arlon (NMBS/SNCB)/Kleinbettingen (CFL)                                                | 162                         |
| Athus(fr)       |              | Athus (NMBS/SNCB)/Rodange (CFL)                                                       | 165                         |
| Athus(fr)       |              | Aubange PA (NMBS/SNCB)/Rodange (CFL)                                                  | 165                         |
| Jeumont(fr)     |              | Erquelinnes (NMBS/SNCB)/Jeumont (SNCF) grenzüberschreitend nur Güterverkehr           | 130A                        |
| Quévy(fr)       |              | Quévy (NMBS/SNCB)/Feignies (SNCF) grenzüberschreitend nur Güterverkehr                | 96                          |
|                 |              | Hochgeschwindigkeitsstrecke Brüssel–Paris (NMBS/SNCB/SNCF): Jeumont(fr), Blandain(fr) | 01                          |
| Blandain(fr)    |              | Froyennes (NMBS/SNCB)/Baisieux (SNCF)                                                 | 94                          |
| Tourcoing(fr)   |              | Mouscron (NMBS/SNCB)/Tourcoing (SNCF)                                                 | 75                          |

## Luxemburgische Grenztarifpunkte
| Grenztarifpunkt | Grenzbahnhof | Bahnverwaltungen/Bemerkung               | Kursbuchstrecke (CFL) |
| --------------- | ------------ | ---------------------------------------- | --------------------- |
| Gouvy(fr)       |              | Troisvierges (CFL)/Gouvy (NMBS/SNCB)     | 10                    |
| Igel(Gr)        |              | Wasserbillig (CFL)/Igel (DB)             | 30                    |
| Bettembourg(fr) |              | Bettembourg (CFL)/Hettange Grande (SNCF) | 90                    |
| Rodange(fr)     |              | Rodange (CFL)/Longwy (SNCF)              | 70                    |
| Athus(Gr)       |              | Rodange (CFL)/Aubange PA (NMBS/SNCB)     | 70b                   |
| Athus(Gr)       |              | Rodange (CFL)/Athus (NMBS/SNCB)          | 70a                   |
| Sterpenich(fr)  |              | Kleinbettingen (CFL)/Arlon (NMBS/SNCB)   | 50                    |

## Französische Grenztarifpunkte
| Grenztarifpunkt      | Grenzbahnhof           | Bahnverwaltungen/Bemerkung                                                                            | Kursbuchstrecke (SNCF) |
| -------------------- | ---------------------- | --- | ---------------------- |
|                      |                        | Hochgeschwindigkeitsstrecke Paris–Calais (Eurostar)                                                   | 222                    |
| Tourcoing(fr)        |                        | Tourcoing (SNCF)/Mouscron (NMBS/SNCB)                                                                 | 221                    |
| Blandain(fr)         |                        | Baisieux (SNCF)/Froyennes (NMBS/SNCB)                                                                 | 224                    |
|                      |                        | Hochgeschwindigkeitsstrecke Paris–Brüssel (SNCF/NMBS/SNCB): Blandain(fr), Jeumont(fr)                 | 250                    |
| Quévy(fr)            |                        | Feignies (SNCF)/Quévy (NMBS/SNCB) grenzüberschreitend nur Güterverkehr                                | 253                    |
| Jeumont(fr)          |                        | Jeumont (SNCF)/Erquelinnes (NMBS/SNCB) grenzüberschreitend nur Güterverkehr                           | 253                    |
| Rodange(fr)          |                        | Longwy (SNCF)/Rodange (CFL)                                                                           | 131                    |
| Bettembourg(fr)      |                        | Hettange Grande (SNCF)/Bettembourg (CFL)                                                              | 160                    |
| Apach(fr)            |                        | Apach(Moselle) (SNCF)/Perl (DB)                                                                       | 152                    |
| Niedaltdorf(Gr)      |                        | Guerstling (SNCF)/Niedaltdorf (DB)                                                                    | DB: 687                |
| Forbach(fr)          |                        | Forbach (SNCF)/Saarbrücken Hbf (DB)                                                                   | 151                    |
| Hanweiler(Gr)        |                        | Sarreguemines (SNCF)/Hanweiler (DB)                                                                   | 155                    |
| Wissembourg(fr)      |                        | Wissembourg (SNCF)/Schweighofen (DB)                                                                  | DB: 679                |
| Lauterbourg(fr)      |                        | Lauterbourg (SNCF)/Berg(Pfalz) (DB)                                                                   | 105                    |
| Kehl(Gr)             |                        | Krimmeri-Meinau (SNCF)/Kehl (DB)                                                                      | 104                    |
| Neuenburg(Baden)(Gr) |                        | DB/SNCF                                                                                               | DB: 703                |
| Basel SBB            |                        | St-Louis(Haut Rhin) (SNCF)/Basel St Johann (SBB)                                                      | 190                    |
|                      |                        | Tram zwischen Flüh (CH) über Leymen (F) nach Rodersdorf (CH) gänzlich im Tarifverbund Nordwestschweiz | SBB: 505               |
| Delle(fr)            |                        | Delle (SNCF)/Boncourt (SBB)                                                                           | SBB: 240               |
| Le Locle(fr)         |                        | Morteau (SNCF)/Le Locle-Col-des-Roches (SBB)                                                          | 535                    |
| Les Verrières(fr)    |                        | Pontarlier (SNCF)/Les Verrières (SBB)                                                                 | 531                    |
| Vallorbe(fr)         |                        | Frasne (SNCF)/Vallorbe (SBB)                                                                          | 531                    |
|                      | Genève                 | SNCF/SBB                                                                                              | 510                    |
|                      | Genève Eaux Vives      | SNCF/SBB                                                                                              | 517                    |
|                      |                        | St. Gingolph Strecke ab Évian-les-Bains außer Betrieb, wird nur noch auf CH-Seite betrieben           | 517                    |
|                      | Le Chatelard-Frontiere | SNCF/TMR                                                                                              | 514                    |
| Modane(fr)           |                        | Modane (SNCF)/Bardonecchia (FS)                                                                       | 512                    |
| Limone-Confine       |                        | Tende(F) (SNCF)/Limone (FS)                                                                           | 506                    |
| Piene(fr)            |                        | Breil-sur-Roya (SNCF)/Ventimiglia (FS)                                                                | 506                    |
| Ventimiglia(fr)      |                        | Menton Garavan (SNCF)/Ventimiglia (FS)                                                                | 505                    |
| Port Bou(fr)         |                        | Cerbère (SNCF)/Port Bou (RENFE)                                                                       | 545                    |
|                      |                        | Hochgeschwindigkeitsstrecke Perpignan–Barcelona (SNCF/RENFE): Port Bou(fr)                            | 545                    |
|                      |                        | La Tour-de-Carol (SNCF/RENFE)                                                                         | 436                    |
| Hendaye(fr)          |                        | Hendaye (SNCF)/Irun (RENFE) grenzüberschreitend nur Güterverkehr                                      | 401                    |